# Beetsha
Beetsha è un villaggio del Botswana situato nel distretto Nordoccidentale, sottodistretto di Ngamiland West. Il villaggio, secondo il censimento del 2011, conta 941 abitanti.

## Località
Nel territorio del villaggio sono presenti le seguenti 6 località:
- Beetsha di 45 abitanti,
- Beetsha Lands,
- Gombo di 66 abitanti,
- Matswee di 332 abitanti,
- Seshokora di 97 abitanti,
- Zambia di 104 abitanti